# Skelund
Skelund er en by i det sydøstlige Himmerland med 399 indbyggere  (2024), beliggende 3 km sydøst for Veddum, 7 km vest for Als og 8 km nordøst for Hadsund. Byen ligger i Region Nordjylland og hører til Mariagerfjord Kommune. Skelund Midtpunkt, huser byens forskellige arrangementer.
Skelund ligger i Skelund Sogn, og Skelund Kirke ligger i den nordvestlige udkant af byen. I byen findes også Skelund Stadion og Skelund/Veddum Hallen og kultur- og erhvervshuset Skelund Midtpunkt som huser byens forskellige arrangementer.

## Historie
Skelund er en gammel by der stammer tilbage fra 1200-tallet. Skelund har indtil 1850'erne bestået mest af gårde.
I 1888 blev der bygget et andelsmejeri.
I 1868 blev byen ramt af en brand, 4 gårde, 4 huse og byens skole gik op i flammer.
I 1870 startede lærer Jacob Hammer Skelund Højskole, som i sommeren 1874 havde 65 karle og samme vinter 34 piger. Skolen stoppede omkring 1887. I 1908 forsøgtes atter startet en højskole, men allerede i 1914 - efter tre forstandere - blev driften opgivet.
I 1900 blev fik Skelund en station på Aalborg–Hadsund Jernbane, og byen
fik status som stationsby. Byens udseende skiftede karakter. En del gårde flyttede ud af byen for at give plads til jernbanen. Der blev bygget nye huse med forretninger og flere nye beboelseshuse blev opført. flere huse blev bygget i 2 etager. Derudover kom der en del tilflyttere til byen. Der blev samme år bygget en kro.
Omkring århundredeskiftet (1900) blev Skelund beskrevet således:
Skelum (Skelund) med Kirke, Præstegd., Skole, Lægebolig, Sparekasse (opr. 31/11 1870; 31/3 1898 var Sparernes Tilgodehav.
105,988 Kr., Rentef. 4 pCt., Reservef. 6019 Kr., Antal af Konti 344), Købmandsforretn., Andelsmejeri, Mølle, Kro og Jærnbanestation; Veddum
med Skole, Forsamlingshus (opf. 1884), Afholdsforening, Mølle og Jærnbanehpl. Saml. af Gde. og Huse: Veddum-Vorn, Tornskjær, Veddum-Vandkjær, Rønholt og Hylt. Gaarde: Nørkjær (Forpagtergd. under Visborggd.), Sandagergd. med Teglværk.

## Banetracéet
National cykelrute 5 (Østkystruten) går gennem Skelund og følger den nedlagte Aalborg-Hadsund Jernbanes tracé fra Skelund Hovedgade mod nordvest gennem Veddum til Solbjerg Stationsby og fra Idrætsvej mod syd til Høgholt. Gennem byen følger ruten vejnettet, men mellem Skelund Hovedgade og korn- og foderstofforretningen Hedegaard går der en græsklædt sti i udkanten af det tidligere stationsområde bag Skelund Station.

## Skelund Midtpunkt
Da Andelskassen i 2007 lukkede sin afdeling i byen, blev bygningen købt af en gruppe borgere i byen, der med ildsjæl og energi indrettede stedet til Skelund Midtpunkt. Bygningen bruges nu af de lokale borgere i stor stil til forskellige arrangementer.

## Udvikling
Tekst mangler, hjælp os med at skrive teksten

## Indbyggertal
| År   | Antal indbyggere |
| ---- | ---------------- |
| 1997 | 500              |
| 2006 | 511              |
| 2007 | 511              |
| 2008 | 496              |
| 2009 | 492              |
| 2010 | 490              |
| 2011 | 463              |
| 2012 | 445              |
| 2013 | 418              |
| 2014 | 438              |
| 2015 | 423              |